# مستشفى الشهيد أبو الحسن القاسم الحكومي
مستشفى الشهيد أبو الحسن القاسم الحكومي أو مستشفى يطا الحكومي هو أحد المستشفيات الحكومية الفلسطينية العاملة في مدينة يطا جنوب محافظة الخليل بالضفة الغربية؛ تبلغ قدرته السريرية نحو 77 سريرًا، ويعمل فيه 214 موظفًا، موزعين على النحو التالي:
| توزيع القوى العاملة في المستشفى (2022) | توزيع القوى العاملة في المستشفى (2022) | توزيع القوى العاملة في المستشفى (2022) | توزيع القوى العاملة في المستشفى (2022) | توزيع القوى العاملة في المستشفى (2022) | توزيع القوى العاملة في المستشفى (2022) | توزيع القوى العاملة في المستشفى (2022) | توزيع القوى العاملة في المستشفى (2022) |
| إدارة وخدمات                           | مهن طبية مساندة                        | قابلة                                  | ممرض                                   | صيدلاني                                | طبيب أسنان واختصاصي                    | طبيب اختصاصي                           | طبيب عام                               |
| -------------------------------------- | -------------------------------------- | -------------------------------------- | -------------------------------------- | -------------------------------------- | -------------------------------------- | -------------------------------------- | -------------------------------------- |
| 38                                     | 32                                     | 15                                     | 76                                     | 5                                      | 0                                      | 23                                     | 25                                     |

## التسمية
سمي المستشفى بهذا الاسم نسبةً وتكريمًا للعسكري الفلسطيني محمد حسن بحيص من مواليد يطا.

## الخدمات
في عام 2016، قدم المستشفى خدماته لأكثر من 100 ألف مواطن من خلال أقسامه المختلفة وهي: الطوارئ، والجراحة العامة، والعمليات، والنسائية والتوليد، والأطفال، والكلية الصناعية، والعيادات الخارجية، والأشعة، والصيدلية، المختبر وبنك الدم.